# Exilisia mnigrum
Exilisia mnigrum är en fjärilsart som beskrevs av Paul Mabille 1899. Exilisia mnigrum ingår i släktet Exilisia och familjen björnspinnare. Inga underarter finns listade i Catalogue of Life.